# Дом Мижуева
Дом Мижуева — памятник архитектуры. Расположен в Санкт-Петербурге, современный адрес дома — набережная реки Фонтанки, 26.
В середине XVIII века участком владела Канцелярия от строений. Первым частным владельцем на участке был коллежский советник С. Ф. Ларин, он построил здесь в 1765 году первое каменное здание.
В 1771 году землю купил Пётр Васильевич Бакунин, друг Н. А. Львова и Д. И. Фонвизина, скорее всего, навещавших его с визитами. В 1782 году участок купил купец З. Я. Кисельников. Он был обязан построить каменный дом и благоустроить набережную рядом с ним, но по финансовым причинам не смог (хотя набережную облицевал); он заложил участок с домом Ж. Б. Боассонету и не выкупил его.
Современный дом построен А. Д. Захаровым для купца Мижуева, подрядчика строительства Михайловского замка (возможно, для Л. С. Назарова, купившего участок у Боассонета в 1799 году), в 1804—1806 годах. Многоквартирный четырёхэтажный дом. Раньше участок был сквозным, один из корпусов дома выходит на Моховую улицу. Парадные помещения выходят окнами на улицу. Построен в стиле зрелого классицизма, в здании есть шестиколонный портик с треугольным фронтоном, который объединяет два верхних этажа, симметричные трёхчастные окна на верхних этажах. Углы со стороны незастроенных участков закруглены. На флангах — балконы.
Внутренняя планировка была изменена при капитальном ремонте. Марши парадной лестницы опираются на столбы с полуколоннами.
В 1810 году на втором этаже жил И. Б. Пестель, в этой квартире с декабре 1812-мае 1813 лечился и в 1816 году жил его сын, Павел Пестель. В 1813 году в доме родился В. А. Соллогуб. В квартире дворового флигеля с 1823 года и до 1832 года жила семья Н. М. Карамзина. Также в доме жили П. А. Вяземский и Е. М. Хитрово (держательница салона, в котором участвовали многие деятели культуры, включая А. С. Пушкина). В 1860-е годы в доме жил А. И. Долотов, Е. П. Ковалевский, в 1891—1892 годах — П. П. Гнедич.
В 1839 году дом купила Городская дума, в нём разместили общее управление Санкт-Петербургской полиции. 22 марта 1861 года дом был продан, на вырученные деньги устроили Александровскую больницу. В мае 1862 года в доме предоставили жильё пострадавшим от большого городского пожара.
До 2012 года в доме находилась студия «Позитив», записывались сюжеты для телепередачи «Городок».